# U.S. Men's Clay Court Championships 2000
L'U.S. Men's Clay Court Championships 2000 è stato un torneo di tennis giocato sulla terra rossa. È stata la 90ª edizione del U.S. Men's Clay Court Championships, che fa parte della categoria International Series nell'ambito dell'ATP Tour 2000. Si è giocato al Westside Tennis Club di Orlando in Florida negli Stati Uniti dal 1° all'8 maggio 2000.

## Campioni

### Singolare
Fernando González ha battuto in finale  Nicolás Massú con il punteggio di 6–2, 6–3.

### Doppio
Leander Paes /  Jan Siemerink hanno battuto in finale  Justin Gimelstob /  Sébastien Lareau con il punteggio di 6–3, 6–4.